# 重返大荒野
《重返大荒野》（英語：Back to the Outback）是一部2021年澳大利亞冒險喜劇電腦動畫電影，由克萊爾·奈特（Clare Knight）和哈里·克里普斯執導，克里普斯與格雷格·萊桑斯（Greg Lessans）編劇。配音陣容包括艾拉·費雪、提姆·明欽、艾瑞克·巴納、蓋·皮爾斯、米蘭達·塔佩爾、安格斯·伊姆利，雷切爾·豪斯、凱斯·艾爾本、韋恩·奈特、艾斯琳·德貝茲、迪索·凱撒·拉托拉卡（Diesel Cash La Torraca）、拉克蘭·羅斯·拉維（Lachlan Ross Power）和賈姬·威佛。由Reel FX動畫工作室、阿奇瓦·高斯曼和Netflix動畫製作。阿奇瓦·高斯曼擔任電影製片人。本片於2021年12月10日上線Netflix。

## 發行
2020年11月30日，Netflix宣布《重返大荒野》於2021年下半年在全球首映。

## 劇情大意
故事以澳大利亞本土的野生動物為主角。在悉尼的一座野生動物園內，一群內心善良的『危險動物』因為外貌兇惡而飽受人類誤解，一日牠們決定逃離，返回大自然。但在過程中牠們被迫中帶著一隻無尾熊寶寶同行……

## 角色
| 名稱                       | 英語配音           | 簡介                                                                                       |
| -------------------------- | ------------------ | ------------------------------------------------------------------------------------------ |
| 麥蒂 （Maddie）            | 艾拉·費雪          | 善良且敏感的雌性太攀蛇。                                                                   |
| 柔伊 （Zoe）               | 米蘭達·塔佩爾      | 聰明、自信的澳洲魔蜥。                                                                     |
| 法蘭克 （Frank）           | 米蘭達·塔佩爾      | 失戀的漏斗網蜘蛛。                                                                         |
| 奈傑爾 （Nigel）           | 安格斯·伊姆利      | 心思纖細敏感的蠍子。                                                                       |
| 小帥哥 （Pretty Boy）      | 提姆·明欽          | 可愛但個性粗魯傲慢的無尾熊。為園內的明星動物。                                             |
| 傑姬 （Jackie）            | 賈姬·威佛          | 一隻灣鱷，在危險動物區中猶如母親一般的存在。一日因被誤認為試圖攻擊人類，而被迫帶離動物園。 |
| 查茲·亨特 （Chaz Hunt）    | 艾瑞克·巴納        | 負責追捕逃跑動物的動物園管理員，也是影片的主要反派。                                       |
| 查西·亨特 （Chazzie Hunt） | 迪索·凱撒·拉托拉卡 | 查茲的兒子及小跟班，喜愛冒險。                                                             |

## 評價
在全球上映後的一周內，這部電影在包括澳大利亞和美國在內的64個國家/地區的Netflix上排名前10。
在爛番茄上，基於16條評論，新鮮度為88%，平均評分為6.30/10。

## 外部連結
- 互联网电影数据库（IMDb）上《重返大荒野》的资料（英文）
- 在Netflix上觀看《重返大荒野》